# Син Ик Хи
Син Ик Хи (Син Икхи) (кор. 신익히?, 申翼熙?; 9 июня 1892, Кванджу, Кёнгидо, Чосон — 5 мая 1956) — корейский государственный деятель, председатель Национального собрания Южной Кореи (1948—1954).

## Биография
Рано стал сиротой, его воспитывал старший брат. В школьные годы учился за границей в Японии. В 1918 г. переехал в Китай, жил в Шанхае.
В 1919 г. участвовал в создании Временного Национального собрания Кореи, став его депутатом. 23 апреля он был назначен заместителем министра иностранных дел Временного правительства Кореи.
В августе 1919 г. был назначен заместителем министра, а в сентябре — министром юстиции, а в сентябре 1920 г. — министром иностранных дел. В 1930-х гг. работал преподавателем английского языка в Китайском Университете.
В мае 1940 г. назначен в состав Временного правительства Кореи, а в 1944 г. он был вновь назначен министром внутренних дел Временного правительства.
В мае 1948 г. был избран депутатом Национального собрания Кореи. С августа 1948 по май 1954 г. его председателем.
В 1955 г. занимался созданием Демократической партии и стал ее четвертым лидером. В 1956 г. баллотировался на пост президента, но скоропостижно скончался вскоре после начала избирательной кампании. При подведении итогов ноябрьских выборов его имя было включено в бюллетень и за него проголосовала почти половина пришедших на выборы.